# 朝日 (清須市)
朝日（あさひ）は、愛知県清須市の地名。

## 地理
旧清洲町北東部に位置する。東は名古屋市西区長先町・中沼町、西は一場、南は清洲・西田中・阿原、北は旧春日町下之郷に接する。

## 歴史

### 地名の由来
中世期に春日部郡に所在した皇室領荘園である朝日荘の名称に由来するとみられるが、同荘園が未同定であるために未詳。

### 沿革
- 江戸時代 - 尾張国春日井郡内尾張藩領清洲代官所支配の朝日村として所在[5]。
- 1880年（明治13年） - 西春日井郡成立により、同郡に所属[6]。
- 1889年（明治22年） - 合併に伴い、朝田村大字朝日となる[6]。
- 1906年（明治39年） - 合併に伴い、清洲町大字朝日となる[6]。
- 2005年（平成17年）7月7日 - 合併に伴い、大字および字を削除し、それぞれ清須市朝日城屋敷・朝日天王・朝日五条・朝日弥生・朝日貝塚・朝日愛宕・朝日検見と改称[7]。

## 世帯数と人口
2015年（平成27年）10月1日現在の世帯数と人口は以下の通りである。
| 大字 | 世帯数  | 人口    |
| ---- | ------- | ------- |
| 朝日 | 714世帯 | 1,588人 |

### 人口の変遷
国勢調査による人口の推移
| 2005年（平成17年） | 1,383人 | [ 8 ] |  |
| 2010年（平成22年） | 1,547人 | [ 9 ] |  |
| 2015年（平成27年） | 1,588人 | [ 1 ] |  |

## 学区
市立小・中学校に通う場合、学区は以下の通りとなる。また、公立高等学校に通う場合の学区は以下の通りとなる。
| 番・番地等 | 小学校               | 中学校             | 高等学校 |
| ---------- | -------------------- | ------------------ | -------- |
| 全域       | 清須市立清洲東小学校 | 清須市立清洲中学校 | 尾張学区 |

## 交通
- 国道22号[4]
- 国道302号（名古屋第二環状自動車道）[4]
- 愛知県道67号名古屋祖父江線[4]

## 施設
- 朝日保育園[4]北緯35度13分4.5秒 東経136度50分53秒 / 北緯35.217917度 東経136.84806度
- 清洲配水場[4]北緯35度13分25.5秒 東経136度50分55.5秒 / 北緯35.223750度 東経136.848750度
- あいち朝日遺跡ミュージアム北緯35度13分4.0秒 東経136度51分4.5秒 / 北緯35.217778度 東経136.851250度
  - 史跡貝殻山貝塚交流館（旧・愛知県清洲貝殻山貝塚資料館）[4]北緯35度13分8.1秒 東経136度51分5.9秒 / 北緯35.218917度 東経136.851639度
- 真言宗智山派真福寺[4]北緯35度13分25.7秒 東経136度50分53.5秒 / 北緯35.223806度 東経136.848194度
- 愛宕社[4]北緯35度13分27.6秒 東経136度50分53.8秒 / 北緯35.224333度 東経136.848278度
- 厳島神社[4]
- 天王社[4]

## 史蹟
- 朝日貝塚群[4]
  - 貝殻山貝塚（国史跡）[4]
  - 検見山貝塚（県史跡）[4]
  - 寅が島貝塚[4]

## その他

### 日本郵便
- 郵便番号 : 452-0932[2]（集配局：名古屋西郵便局[12]）。